# Exploziile de la Beirut din august 2020
Exploziile de la Beirut din august 2020 reprezintă o serie de două explozii care au avut loc în zona portuară a orașului Beirut, capitala Libanului, pe 4 august 2020. În urma lor cel puțin 204 persoane și-au pierdut viața, peste 6.500 au fost rănite, iar multe altele sunt date dispărute. Peste 300.000 de oameni au rămas fără locuințe în urma exploziilor devastatoare. Autoritățile din Liban au declarat trei zile de doliu național.

## Exploziile
Inițial, o explozie de mai mică intensitate a trimis un nor dens de fum deasupra flăcărilor și a produs lumini intermitente asemănătoare focurilor de artificii. A doua explozie, mult mai puternică, s-a produs la aproximativ ora locală 18:08 și a zguduit centrul Beirutului, trimițând un nor de praf roșiatic în atmosferă. Această a doua explozie a fost resimțită inclusiv în nordul Israelului și în Cipru, la circa 240 km depărtare.

## Cauze
Cauza exploziilor nu a fost determinată încă. Mass-media de stat din Liban a raportat inițial că exploziile au avut loc la un depozit de artificii, în timp ce alte surse au afirmat că s-ar fi produs într-un terminal petrolier sau o instalație de depozitare a produselor chimice. Într-adevăr, în portul capitalei libaneze există depozite de explozibili sau produse chimice, inclusiv nitrați, folosiți în mod obișnuit pentru producerea îngrășămintelor și explozibililor. Direcțiunea Generală a Securității Publice din Liban a declarat că explozia a fost cauzată de un material puternic exploziv care fusese confiscat și depozitat de mulți ani.

## Victime
După explozii, sute de persoane rănite au fost filmate întinse pe caldarâm. Transmisiunile mass-media și declarațiile ministrului Sănătății, Hamad Hasan, au dat de înțeles că numărul victimelor ar putea fi foarte mare. Hasan a afirmat că sute de oameni au fost răniți și că se așteaptă la „mulți răniți și pagube extinse”. Martori oculari au declarat rețelei LBCI că „cel puțin zeci de persoane au fost rănite, iar spitalele sunt pline de oameni răniți”. Crucea Roșie Libaneză consideră că cei răniți sau morți se numără printre „sutele de victime”.
Secretarul general al partidului politic Kataeb, Nazar Najarian, a decedat în urma gravelor răni cauzate de explozie.

## Pagube materiale

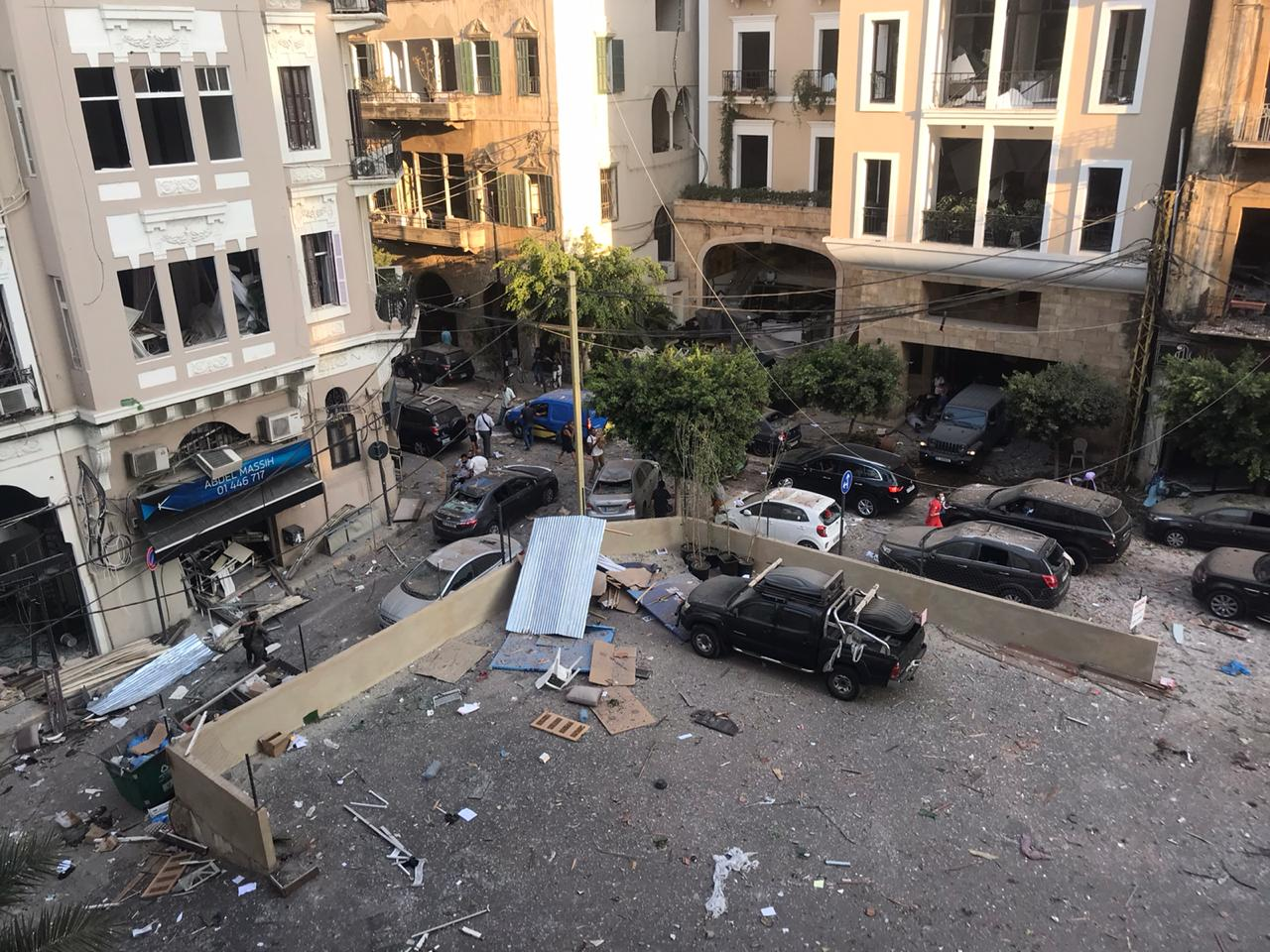
Pagube din cartierul Remeil

Imaginile prezentate de televiziuni înfățișează mașini răsturnate și clădiri de birouri cu zidăria distrusă. Într-o declarație publică, un funcționar al ambasadei Ciprului la Beirut a anunțat că atât clădirea, cât și reședința ambasadorului au fost afectate de explozii. Sediul The Daily Star, un ziar libanez, a fost sever avariat, cu părți din tavan prăbușindu-se, ferestre sparte și mobilier distrus. Martori oculari au declarat că locuințe aflate la până la 10 km distanță au fost avariate de explozie.
Imobilul ambasadei României la Beirut a suferit și el avarii, dar unele minore.

## Operațiuni de salvare
Crucea Roșie Libaneză a anunțat că fiecare ambulanță disponibilă din nordul Libanului, Bekaa și sudul Libanului a fost trimisă către Beirut pentru a transporta pacienții. Au fost folosite elicoptere pentru stingerea puternicului incendiu izbucnit după explozii. Zeci de răniți transportați către spitalele din apropiere nu au putut fi internați din cauza pagubelor suferite de instituțiile medicale respective.

## Reacții

### Domestice
Hassan Diab, prim-ministrul libanez, a anunțat că prima zi de după explozii va fi decretată zi de doliu național. Michel Aoun, prședintele Libanului, a anunțat că guvernul va ajutora persoanele sinistrate și că Ministerul Sănătății va acoperi costurile pentru tratamenul răniților. Guvernatorul Beirutului, Marwan Abboud, a izbucnit în lacrimi la televiziune, catalogând tragedia drept „o catastrofă națională”.

### Internaționale
- Franța: Ministrul de Externe francez Jean-Yves Le Drian a declarat că Franța „este gata să ajute Libanul”.[25]
- Israel: Israelul a negat implicarea în explozii și a oferit Libanului ajutor medical umanitar.[26][27]
- Turcia: İbrahim Kalın, purtătorul de cuvânt al președinției turce, a declarat că Turcia este pregătită să ajute în caz că este nevoie.[28]
- Regatul Unit: Secretarul de Externe Dominic Raab și prim-ministrul Boris Johnson și-au exprimat solidaritatea și au oferit sprijin.[29][30]
- România: Președintele Klaus Iohannis a declarat că România este alături de Liban și de poporul libanez.[31] România a donat, sâmbătă, 8 august, aproximativ 8 tone de materiale medicale autorităților din Liban pentru gestionarea exploziilor devastatoare.[32]